# Wilder (cràter)
Wilder és un cràter d'impacte en el planeta Venus de 35,1 km de diàmetre. Porta el nom de Laura Ingalls Wilder (1867-1957), escriptora estatunidenca, i el seu nom va ser aprovat per la Unió Astronòmica Internacional el 1991.